# Notación de Newton
En la notación de Newton para la diferenciación, este operador se representa mediante un punto o comilla situado sobre el nombre de la función, y que Newton denominó fluxion.
La notación ideada por Isaac Newton se utiliza fundamentalmente en mecánica.
Así, partiendo de una función:
{\displaystyle x=x(t),}
la primera derivada de x respecto de t, se representaría
{\displaystyle {\dot {x}}={\frac {dx}{dt}}=x'(t),}
la segunda derivada de x respecto de t sería
{\displaystyle {\ddot {x}}={\frac {d^{2}x}{dt^{2}}}=x''(t),}
etcétera.
Aunque no es útil para derivadas de mayor orden, en mecánica e ingeniería es útil, ya que el uso de derivadas de mayor orden no es habitual.
Newton no desarrolló una única notación para la integración, al proponer varias alternativas. La notación que acabó imponiéndose se debe a Leibniz. En física y otros campos, la notación de Newton es muy utilizada para la derivada respecto del tiempo, lo que permite diferenciarla de la pendiente o derivada de la posición.

## Ejemplo
Si un móvil se desplaza sobre el eje x, y se conoce la función que determina el punto x que el móvil ocupa en cada instante t:
{\displaystyle x=x(t)\;}
que por ejemplo podría ser:
{\displaystyle x=2t^{2}+5t-4\;}
donde x representa la posición en metros y t el tiempo en segundos. La variación de posición respecto al tiempo, la velocidad, sería:
{\displaystyle {\dot {x}}={\frac {dx}{dt}}=x'(t)=V=4t+5}
donde V es la velocidad en m/s y la variación de la velocidad respecto al tiempo, la aceleración, sería:
{\displaystyle {\ddot {x}}={\frac {d^{2}x}{dt^{2}}}=x''(t)=a=4}
donde a es la aceleración en m/s2.